# رائول گارسیا (بازیکن فوتبال زاده ۱۹۷۶)
رائول گارسیا (انگلیسی: Raúl García؛ زادهٔ ۳۰ ژوئن ۱۹۷۶) بازیکن فوتبال اهل اسپانیا است.
از باشگاه‌هایی که در آن بازی کرده‌است می‌توان به باشگاه فوتبال ایبار و باشگاه فوتبال میراندس اشاره کرد.